# Евстафьев, Аркадий Вячеславович
Арка́дий Вячесла́вович Евста́фьев (род. 10 марта 1960 года) — российский бизнесмен-политик, меценат, генеральный директор ЗАО Инвестиционный холдинг «Энергетический Союз».

## Образование и работа
Родился в Саратове. Окончил механико-математический факультет Саратовского государственного университета по специальности «прикладная математика» в 1982 году, Высшую школу КГБ СССР в 1986 году, Дипломатическую академию МИД СССР в 1990 году. Преподавал на кафедре математической кибернетики Саратовского университета.
Работал в Управлении КГБ СССР по Саратовской области. По окончании Дипломатической академии был направлен в Управление информации МИД, занимал должность второго секретаря (курировал журналистов Великобритании, Дании и Скандинавских стран).

## Политическая деятельность
С 1991 года работал в пресс-службе Правительства РФ. С 1992 года по 1995 год — советник и пресс-секретарь первого заместителя Председателя Правительства РФ А. Чубайса (в 1993 году являлся координатором рекламной кампании «ПриватиЗА!ция»).
С апреля 1995 года по март 1996 года — заместитель генерального директора компании «Общественное российское телевидение» (ОРТ) — директор Информационного телевизионного агентства (ИТА), затем Дирекции информационных программ, был освобожден от должности после отставки Чубайса с поста вице-премьера.
С апреля 1996 года работал в избирательном штабе президента Бориса Ельцина. Тогда же участвовал в деле о «коробке из-под ксерокса» — скандале, связанном с финансированием избирательной кампании Бориса Ельцина. С августа 1996 года по 2000 год — генеральный директор фонда «Центр защиты частной собственности». С 2000 года занимал должность заместителя генерального директора по связям с органами государственного управления и средствами массовой информации АО «Мосэнерго», был соучредителем ЗАО «Монтес Аури», ЗАО «Монтес Аури Траст», ЗАО «Монтес Аури Холдинг», ЗАО «Управляющая компания паевыми инвестиционными фондами «Монтес Аури», по сведениям прессы подконтрольной Альфреду Коху,, ООО «Национальная Бартерная Корпорация Траст».
В 1999 году баллотировался на выборах в Государственную думу по Саратовскому избирательному округу 158, избран не был.
С сентября 2001 года по апрель 2002 года — исполняющий обязанности генерального директора ОАО «Мосэнерго» (дочернее предприятие РАО «ЕЭС России»). В апреле 2002 года был назначен генеральным директором ОАО «Мосэнерго», 6 июня 2005 год а подал заявление об отставке с занимаемого поста — на его решение повлияла резкая критика со стороны Президента РФ В. Путина в связи с аварией в сетях Мосэнерго 25 мая (президент обвинил руководство «Мосэнерго» в «цинизме и очевидной профессиональной непригодности»).
В сентябре 2011 года избран лидером саратовского регионального отделения партии «Правое дело».
С 2012 года был доверенным лицом Михаила Прохорова (в составе его новой партии «Гражданская платформа») в Саратовской области. В 2015 году покинул партию, вместе с несколькими членами политсовета, из-за несогласия с действиями Рифата Шайхутдинова.
Генеральный директор ЗАО Инвестиционный холдинг «Энергетический Союз», также контролирует ЗАО Банк «Агророс», АО «Саратовские авиалинии» (компания-владелец аэропорта «Саратов-Центральный»)  и предприятие «Тольяттинский Трансформатор». Владеет компанией «Издательский дом «Энергия» и учрежденным ей СМИ — ИА «Свободные новости».

## Награды
- Медаль ордена «За заслуги перед Отечеством» II степени (10 марта 1995 года) — за заслуги перед государством, связанные с завершением первого этапа чековой приватизации[7]

## Семья и увлечения
Владеет английским, французским и датским языками; женат, имеет трех дочерей; увлечения: плавание, баскетбол, рыбная ловля.